# Radom
Radom [ˈradɔm] ist eine kreisfreie Großstadt der Woiwodschaft Masowien im zentralen, leicht südöstlichen Teil Polens – rund 100 Kilometer südlich der Landeshauptstadt Warschau zwischen der Weichsel und dem Fuß des Heiligkreuzgebirges. Radom hat sieben Hochschulen und ist bedeutender Verkehrsknotenpunkt der Linien Warschau–Krakau sowie Łódź–Lublin. Der modernste polnische Passagierflughafen ist der Flughafen Warschau-Radom.

## Geschichte
Radom wurde 1155 zum ersten Mal urkundlich erwähnt. Die Blütezeit der Stadt lag am Ende des 15. Jahrhunderts, als der polnische König Kasimir IV. die Stadt zu seiner Residenz machte.
Mit der Dritten Teilung Polens 1795 wurde Radom Österreich zugeschlagen. 1809 bis 1815 gehörte es zum Herzogtum Warschau und danach zu Kongresspolen, das unter russischer Herrschaft stand.

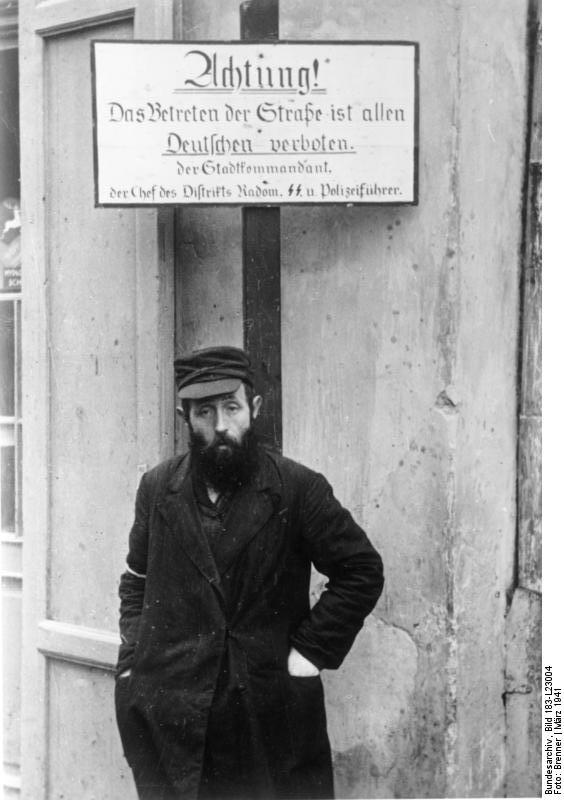
Schild am Eingang eines Ghettos im Distrikt Radom, das Deutschen verbietet, das Ghetto zu betreten (1941)

Beim Überfall auf Polen fand im September 1939 im Raum Radom die Kesselschlacht von Radom statt, in der technisch unterlegene polnische Truppen von deutschen Panzerverbänden aufgerieben wurden.
Während der deutschen Besatzung betrieben die Deutschen hier ein Außenlager des KZ Majdanek (an der Szkolnastr.) und das Ghetto Radom mit 30.000 Bewohnern. Zu den verantwortlichen Offizieren gehörten neben anderen Karl Oberg, Erich Kapke, Fritz Katzmann, Wilhelm Bluhm, Hermann Weinrich und Herbert Böttcher, die später als Kriegsverbrecher verurteilt wurden. Im Umfeld von Radom errichtete die Wehrmacht 1940 den Truppenübungsplatz Mitte. Hierfür wurden etliche Dörfer der Umgebung „abgesiedelt“. Zivilverwalter der Stadt war der Nationalsozialist Fritz Schwitzgebel aus Saarbrücken.
Von 1939 bis 1945 war Radom Sitz des Distrikts Radom im Generalgouvernement. Ende 1943 übernahmen Deutsche Ausrüstungswerke (DAW) polnische Häftlinge im Generalgouvernement sowie die Industriebetriebe in Radom.
Am 16. Januar 1945 wurde Radom von der Roten Armee eingenommen. Die an ihrem Wohnort gebliebenen Deutschen wurden teilweise vertrieben oder ermordet. Die Arbeitsfähigen mussten in den Industriewerken in Radom oder auch in der Landwirtschaft Zwangsarbeit verrichten. Im Frühjahr 1945 wurden die arbeitsfähigen deutschen Männer zu Trupps zusammengestellt und zur Zwangsarbeit in sowjetische Lager verbracht.
Im Jahre 1976 kam es in Radom zu Arbeiterunruhen, die von den stalinistischen Sicherheitskräften niedergeschlagen wurden.
Radom ist seit dem 8. Juni 2008 die Partnerstadt von Magdeburg.

## Evangelisch-Augsburgische Gemeinde Radom

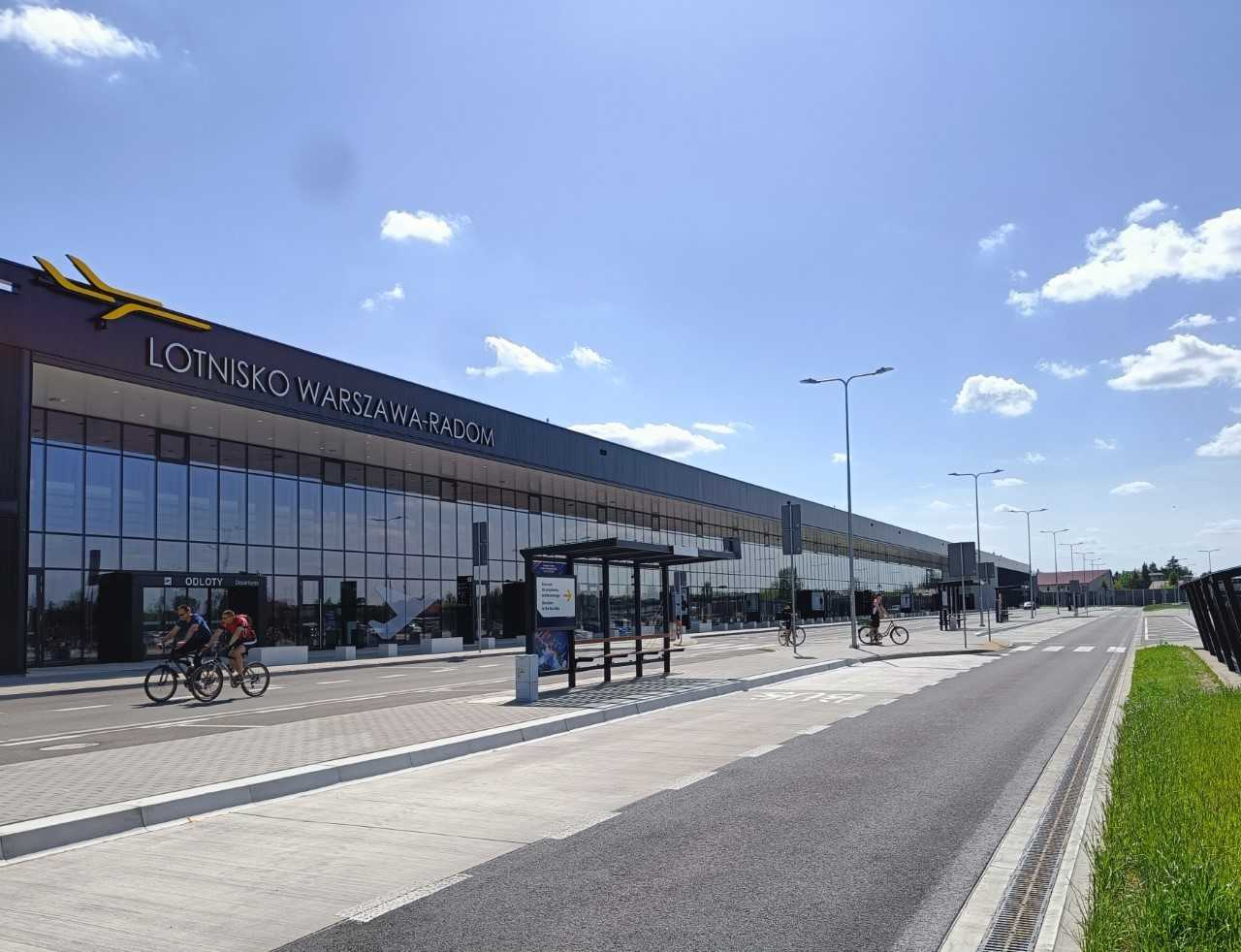
Flughafen Warschau-Radom

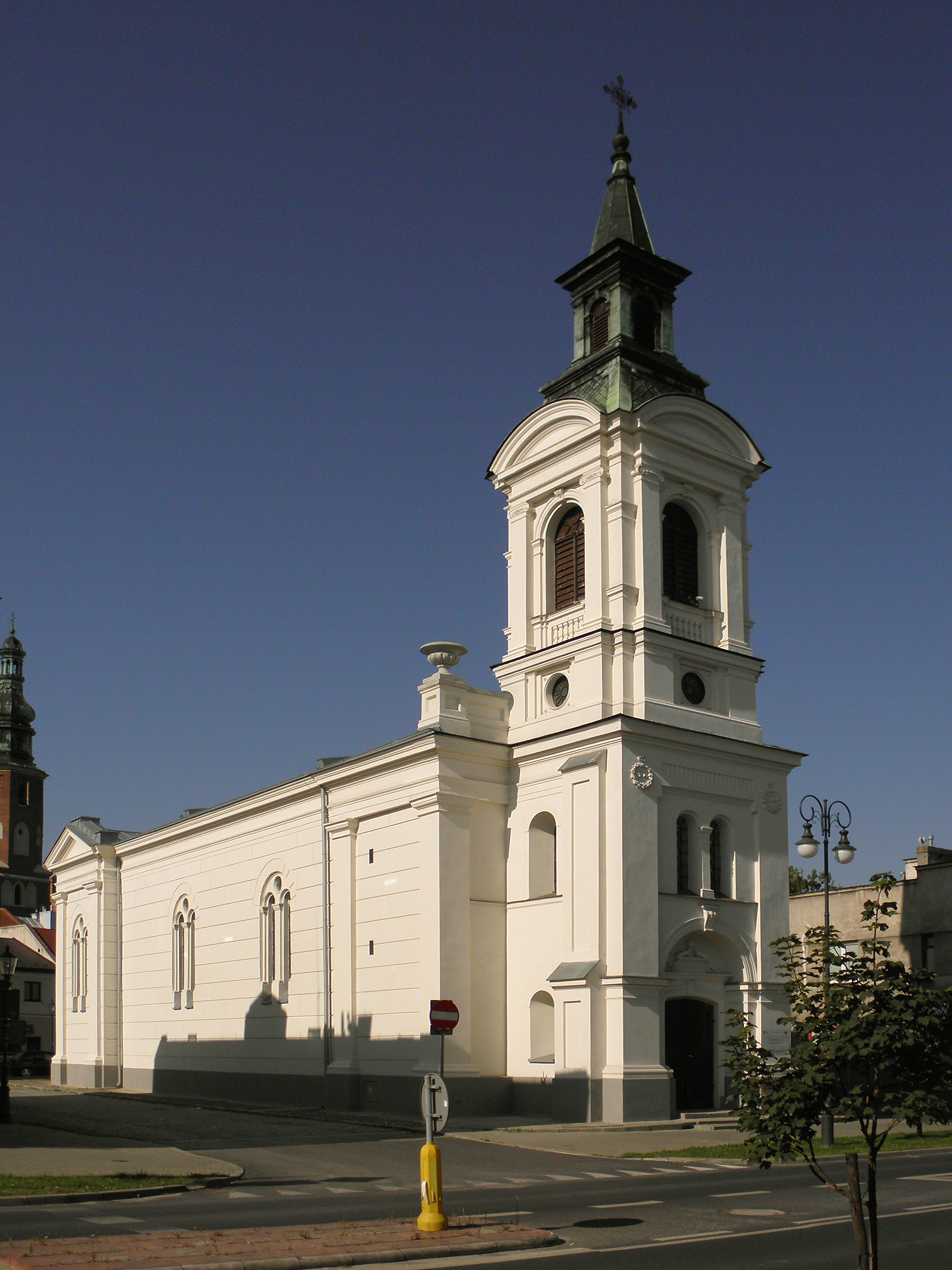
Evangelisch-Augsburgische Kirche in Radom

Zu Beginn des 19. Jahrhunderts siedelten sich in und um Radom evangelische Deutsche an. So gründeten sie um 1815 die pommerschen Dörfer Pelagiów und Soltyków. Später folgten noch nachstehende Kolonien: Błonie und Zabierzów 1838, Małe Studnie und Bobrowniki 1839, Józefów bei Radom und Bartodzieje 1842, und Polesie, Pająków und Leokadiów nach 1870. Bis zum Jahr 1826 hatten die Evangelischen in und um Radom weder Kirche, Pfarrhaus noch einen eigenen Pastor. Zur Befriedigung ihrer religiösen Bedürfnisse suchten sie entweder die lutherische Kirche in Wengrow auf oder die dortigen Pastoren Goburek bzw. Haupt kamen nach Radom zu Hauptgottesdiensten oder zur Verrichtung von Amtshandlungen. Aber infolge der weiten Entfernung und schlechten Wege war dieser Zustand auf Dauer untragbar. Und so wünschten hier die Evangelischen die Bildung eines neuen Kirchspiels. Die evangelisch-augsburgische Gemeinde entstand am 30. September 1826. Die Gemeinde kaufte im Jahr 1827 eine ehemalige Benediktinerkirche, die damals ein Theater war. Das Gebäude wurde umgebaut und am 15. August 1828 als Kirche wiedereingeweiht.
1827 wohnten in der Stadt 1442 Lutheraner und 21 Reformierte. Pastor Julius Krauze eröffnete in Radom eine evangelische Schule, die am 8. Januar 1843 in eine Elementarschule umgewandelt wurde. 1834 wurde der evangelische Friedhof gegründet. 1887 schenkte Frau Pastor Wüstehube der Gemeinde eine Orgel. In der Zeit von 1893 bis 1895 wurde die Kirche um- und ausgebaut. Die Ausgaben wurden größtenteils durch freiwillige Spenden bestritten. Leokadiów, das größte Kantorat der Gemeinde, besaß einen geräumigen Betsaal mit einem Glockenturm. 1938 wurde der Betsaal niedergebrannt.
Im Ersten Weltkrieg wurden die Eingepfarrten fast alle nach Russland verschleppt. 1918–1920 kehrten die meisten von ihnen wieder zurück. Im Zweiten Weltkrieg wurde die Kreishauptmannschaft, im ganzen mehr als 4000 evangelische Deutsche, unter Leitung des Kreishauptmanns Justus Rubehn nach Deutschland evakuiert.
Trotz des Zweiten Weltkrieges und seiner Folgen besteht die Gemeinde bis heute. Am 23. September 2001 konnte das 175-jährige Jubiläum der Gemeindegründung gefeiert werden.

## Politik

### Stadtpräsident
An der Spitze der Stadtverwaltung steht ein Stadtpräsident, der von der Bevölkerung direkt gewählt wird. Seit 2014 ist dies Radosław Witkowski von der Platforma Obywatelska (PO). Witkowski tritt mit einem eigenen Wahlkomitee an, das von der PO unterstützt wird.
Die Abstimmung 2024 brachte folgendes Ergebnis:
- Radosław Witkowski (Wahlkomitee „Lokaler Regierungspakt Radosław Witkowski“) 40,9 % der Stimmen
- Artur Standowicz (Prawo i Sprawiedliwość) 29,5 % der Stimmen
- Robert Prygel (Wahlkomitee des neuen Stadtpräsidenten Robert Prygel) 17,9 % der Stimmen
- Rafał Foryś (Wahlkomitee Bündnis der Freunde) 4,0 % der Stimmen
- Übrige 7,7 % der Stimmen

Im zweiten Wahlgang setzt sich Amtsinhaber Witkowski mit 54,6 % der Stimmen gegen den PiS-Kandidaten Standowicz durch und erreichte damit eine dritte Amtszeit.
Die Abstimmung 2018 brachte folgendes Ergebnis:
- Radosław Witkowski (Wahlkomitee Radosław Witkowski, Koalition für Veränderungen) 45,5 % der Stimmen
- Wojciech Skurkiewicz (Prawo i Sprawiedliwość) 40,4 % der Stimmen
- Rafał Czajkowski (Wahlkomitee Rafał Czajkowski) 5,3 % der Stimmen
- Robert Mordak (Kukiz’15) 2,9 % der Stimmen
- Ryszard Fałek (Wahlkomitee für Radom) 2,9 % der Stimmen
- Adam Duszyk (Polskie Stronnictwo Ludowe) 2,1 % der Stimmen
- Übrige 1,0 % der Stimmen

Im zweiten Wahlgang setzt sich Witkowski mit 53,8 % der Stimmen gegen den PiS-Kandidaten Skurkiewitz durch und erreichte damit eine zweite Amtszeit.

### Stadtrat
Der Stadtrat besteht aus 25 Mitgliedern (bis 2024: 25 Sitze) und wird direkt gewählt. Die Stadtratswahl 2024 führte zu folgendem Ergebnis:
- „Lokaler Regierungspakt Radosław Witkowski“: 40,0 % der Stimmen, 13 Sitze
- Prawo i Sprawiedliwość (PiS): 38,1 % der Stimmen, 12 Sitze
- Wahlkomitee des neuen Stadtpräsidenten Robert Prygel: 9,9 % der Stimmen, kein Sitz
- Wahlkomitee Bündnis der Freunde: 4,2 % der Stimmen, kein Sitz
- übrige: 7,8 % der Stimmen, kein Sitz

Die Stadtratswahl 2018 führte zu folgendem Ergebnis:
- Prawo i Sprawiedliwość (PiS): 37,7 % der Stimmen, 16 Sitze
- Wahlkomitee Radosław Witkowski, Koalition für Veränderungen: 34,4 % der Stimmen, 11 Sitze
- Wahlkomitee für Radom: 8,7 % der Stimmen, 1 Sitz
- Kukiz’15: 5,8 % der Stimmen, kein Sitz
- Wahlkomitee Rafał Czajkowski: 5,1 % der Stimmen, kein Sitz
- Polskie Stronnictwo Ludowe (PSL) 4,2 % der Stimmen, kein Sitz
- Wahlkomitee der Unabhängigen: 2,5 % der Stimmen, kein Sitz
- übrige: 1,6 % der Stimmen, kein Sitz

## Sehenswürdigkeiten und Tourismus

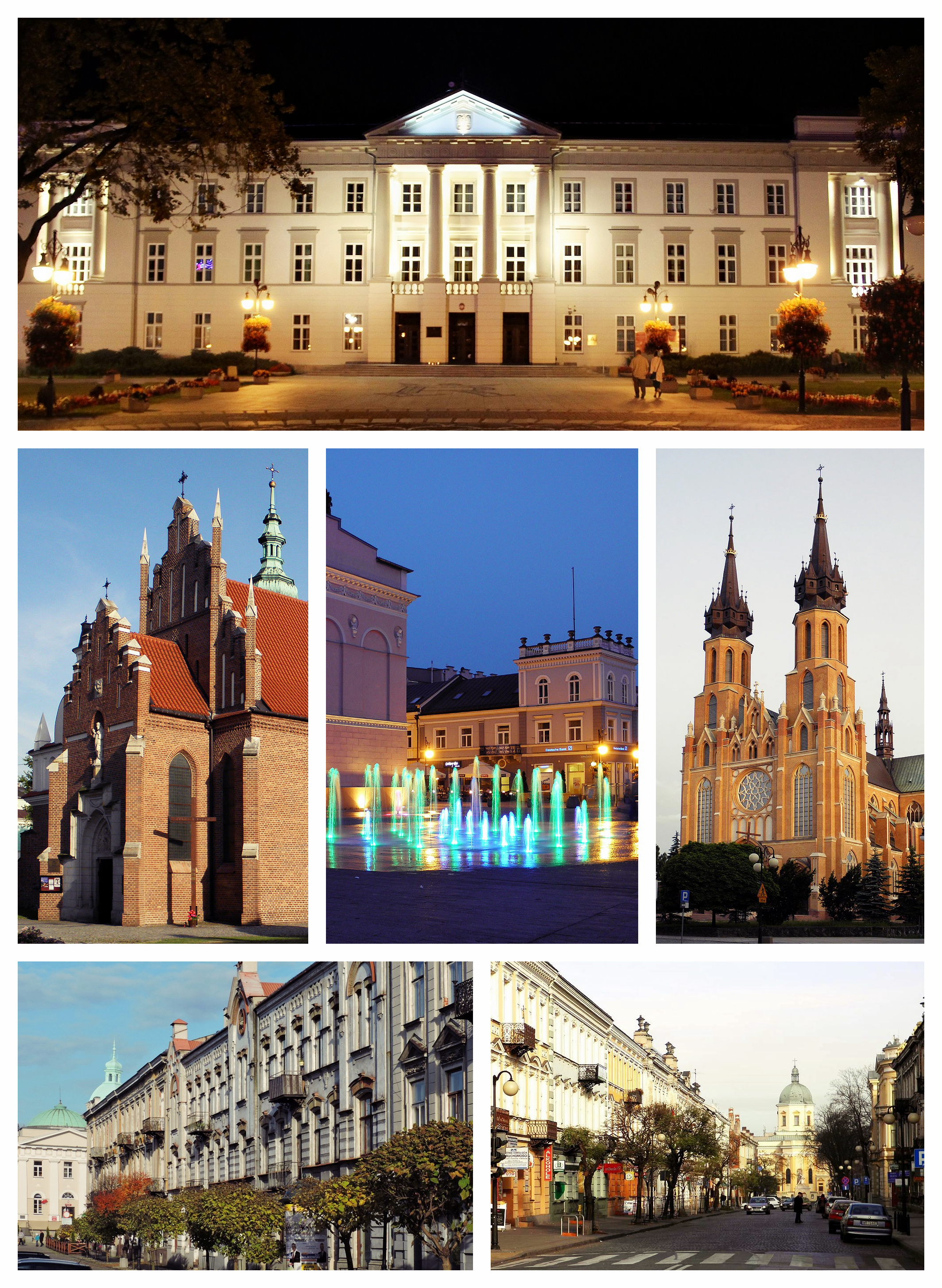
Sandomir-Palast, Bernhardinerkloster, Platz der Verfassung vom 3. Mai, Mariendom, Moniuszkostraße, Piłsudskistraße

Sehenswert sind aus der älteren Zeit das Kloster der Bernhardiner, gestiftet vom polnischen König Kasimir IV. Jagiello im 15. Jahrhundert, die spätmittelalterliche Johannes-Pfarrkirche mit Kapelle der Familie Kochanowski sowie die barocke Dreifaltigkeitskirche. Die älteste Kirche der Stadt, die Wenceslaus-Kirche aus dem 13. Jahrhundert, wurde erst in den letzten Jahren saniert, wobei das Innere modern ausgestattet wurde. Sehr wichtig für die polnische Baukunst des 19. Jahrhunderts ist der Pałac Sandomierski, errichtet als Woiwodschaftsverwaltung nach Plänen von Antonio Corazzi, ein Prachtwerk des Spätklassizismus, und das Rathaus im Stile der italienischen Neorenaissance, erbaut nach Plänen von Marconi. Zu den Parks gehört der Stary Ogród.

### Bau- und Kulturdenkmale (Auswahl)

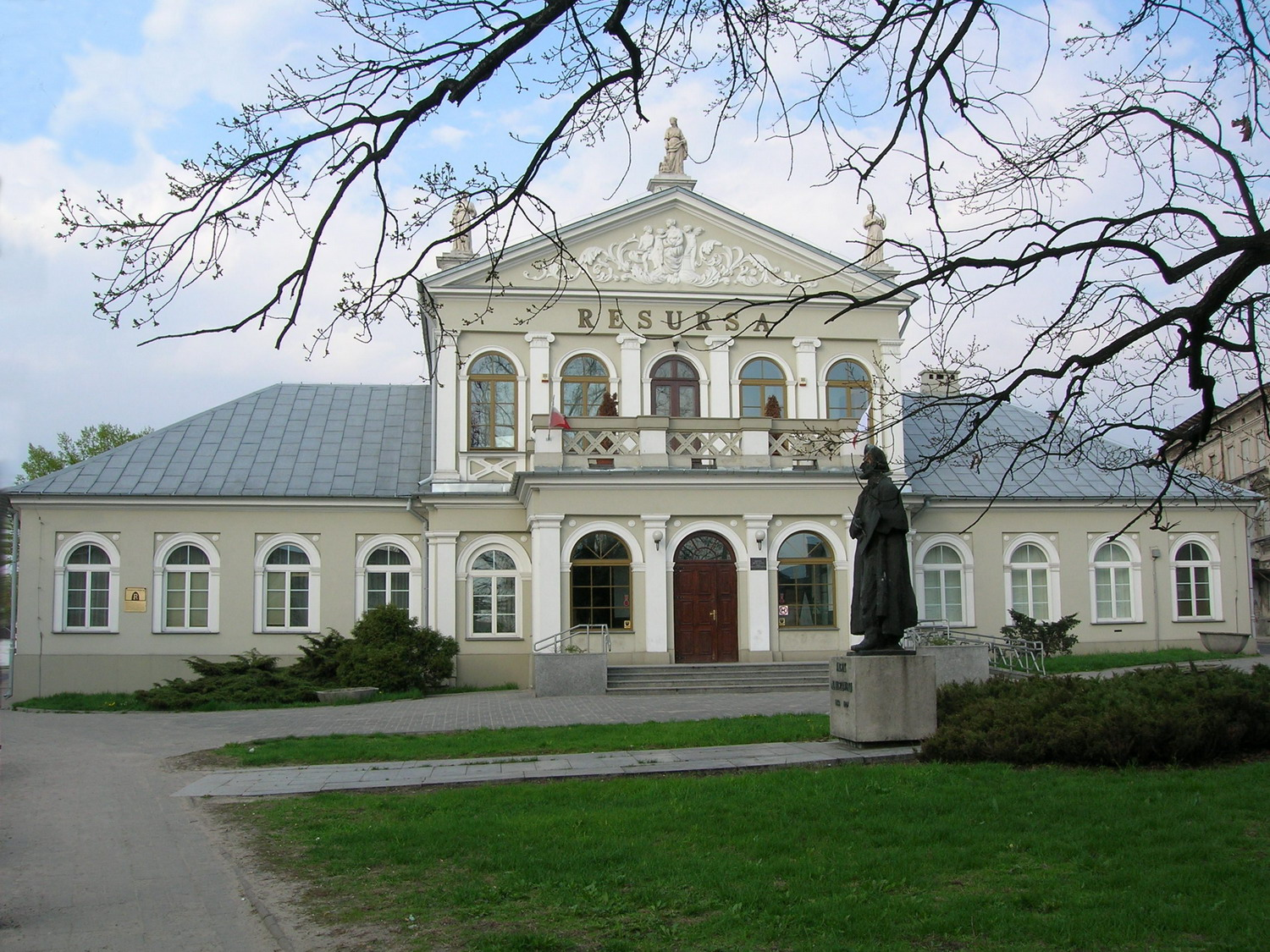
Resursa Obywatelska

Der Rundgang „Zabytki Radomia“ führt zu ausgewählten Objekten, die die geschichtliche Entwicklung der Stadt zeigen.
- Bahnhof Radom Główny
- Dom Esterki
- Elektrownia
- Kulczycki-Palais (Bibliothek)
- Resursa Obywatelska
- Rogatka Lubelska, auch Kulturzentrum
- Rogatka Warszawska, auch Kunstgalerie
- Evangelischer Friedhof

### Museen (Auswahl)
- Jacek-Malczewski-Museum, Kunst- und Historisches Museum im ehemaligen Piaristen-Kolleg
- Mazowieckie Centrum Sztuki Współczesnej „Elektrownia“ (MCSW „Elektrownia“), Zentrum der zeitgenössischen Kunst

### Veranstaltungen
In ungeraden Jahren, Ende August bzw. Anfang September, findet in Radom eine internationale Flugschau (Air-Show) auf dem Flughafen Warschau-Radom statt.

## Bedeutende Einrichtungen
- Universität Radom
- Langwellensender Radom für Langwellenfunkdienste (nicht Rundfunk) im Westen der Stadt.

## Wirtschaft
Radom verfügt über eine lange Industrietradition. Wichtige Branchen sind die Präzisionstechnik und der Maschinenbau. In der seit 1922 bestehenden Waffenfabrik Fabryka Broni „Łucznik“ werden die Schusswaffen der polnischen Armee produziert. Die Stadt wirbt mit dem Slogan „Unsere Stärke ist Präzision“. Der Metall-Cluster Radom realisiert Berufsbildungsangebote, die sich am deutschen Dualen Ausbildungssystem orientieren.
Seit 1990 betreibt der deutsche Maschinen- und Anlagenbauer Dürr in Radom das mittlerweile drittgrößte Werk des Konzerns. Das Unternehmen ITM Poland entwirft und produziert Maschinen für den FMCG-Sektor. Die mittlerweile zur US-amerikanischen Columbia Machine gehörende Firma Techmatik designt und fertigt Anlagen zur Herstellung von Betonfertigteilen. Die Firma Radwag entwickelt Präzisionswaagen für die Industrie. In der Metallverarbeitung tätig sind außerdem Unternehmen wie Stalgast, Kratki, Lenaal, GGG oder Precision Machine Parts Poland.
Weitere wichtige Industriebetriebe sind die Glashütte Trend Glass, der Hersteller von Tabakwaren Imperial Tobacco, der Produzent von Haushaltschemie Dr. Miele Cosmed oder der Spezialist für Schienenverkehrselektronik Kombud.

## Persönlichkeiten
- Witold Bałażak (* 1964), Politiker
- Johann von Bloch (1836–1902), Finanzier und Industrieller
- Władysław Bortnowski (1891–1966), General, 1939 Oberbefehlshaber der Armee „Pommern“
- Józef Brandt (1841–1915), Kunstmaler
- Lidia Burska (1953–2008), Literaturhistorikerin und -kritikerin
- Tytus Chałubiński (1820–1889), Arzt, Professor und Bergführer in der Tatra
- Jan Chrapek (1948–2001), 2. Bischof von Radom
- Dawid Drachal (* 2005), Fußballspieler
- Krzysztof Dukielski (* 1978), römisch-katholischer Geistlicher, ehemaliger ernannter Weihbischof in Radom
- Wincenty Elsner (* 1955), Informatiker und Unternehmer, Politiker der Palikot-Bewegung
- Maria Fołtyn (1924–2012), Opernsängerin und Regisseurin
- Andrzej Fonfara (* 1987), Boxer
- Tuviah Friedman (1922–2011), „Nazijäger“
- Rita Gerszt (1898–1942), jüdische Kommunistin und Widerstandskämpferin gegen den Nationalsozialismus
- Kaja Grobelna (* 1995), belgisch-polnische Volleyballspielerin
- Hanns-Peter Hartmann (* 1943), Politiker
- Michał Karbownik (* 2001), Fußballspieler
- Jan Kochanowski (1530–1584), Dichter der Renaissance
- Leszek Kołakowski (1927–2009), Philosoph, Hochschullehrer und Essayist
- Henry Korman (1920–2018), Überlebender des Holocaust
- Martyna Kotwiła (* 1999), Leichtathletin
- Jan Krugier (1928–2008), Galerist und Kunstsammler
- Zbigniew Kruszyński (* 1957), Schriftsteller und Übersetzer
- Seweryn Kulesza (1900–1983), Vielseitigkeitsreiter
- Stanisław Lorentz (1899–1991), Museologe
- Jacek Malczewski (1854–1929), Kunstmaler
- Adam Odzimek (1944–2022), Weihbischof in Radom
- Paulina Paluch (* 1998), Sprinterin
- Mordechai Papirblat (1923–2022), Überlebender des Holocaust
- Kazimierz Paździor (1935–2010), Boxer
- Kazimierz Przybyś (* 1960), Fußballspieler
- Alexander Putilow (1893–1979), russischer Flugzeugkonstrukteur
- Arkadiusz Pyrka (* 2002), Fußballspieler
- Mikołaj Radomski (um 1400–nach 1450), erster erwähnter polnischer Komponist im Mittelalter
- Adam Rutkowski (1912–1987), Wissenschaftler, Holocaust-Forscher
- Alfred Schattmann (1876–1952), Komponist
- Adolf Schulz-Evler (1852–1905), Pianist und Komponist
- Michel Schwalbé (1919–2012), Geiger, Konzertmeister der Berliner Philharmoniker unter H. v. Karajan
- Piotr Turzyński (1964–2025), Weihbischof in Radom
- Radosław Witkowski (* 1974), Politiker, Abgeordneter im Sejm
- Ljudmila Alexejewna Wolynskaja (1904–1978), sowjetische Schauspielerin
- Ewa Zajączkowska-Hernik (* 1990), Politikerin, Historikern und Publizistin
- Krzysztof Zaremba (* 1958), Rektor der Technischen Universität Warschau
- Rajmund Ziemski (1930–2005), Maler und Kunsthochschullehrer
- Jerzy Ziółko (1934–2020), Bauingenieur und Hochschullehrer
- Ewa Zajączkowska-Hernik (* 1990), Journalistin und Politikerin

## Belege
1. 1 2  Population. Size and Structure by Territorial Division. As of December 31, 2020. Główny Urząd Statystyczny (GUS) (PDF-Dateien; 0,72 MB), abgerufen am 12. Juni 2021.
2. ↑  Terminal na lotnisku w Radomiu odebrany przez PPL. 11. Mai 2023, abgerufen am 27. August 2022 (polnisch).
3. ↑  Ergebnis auf der Seite der Wahlkommission, abgerufen am 21. Mai 2024.
4. ↑  Ergebnis auf der Seite der Wahlkommission, abgerufen am 26. Juli 2020.
5. ↑  Ergebnis auf der Seite der Wahlkommission, abgerufen am 21. Mai 2024.
6. ↑  Ergebnis auf der Seite der Wahlkommission, abgerufen am 26. Juli 2020.
7. ↑  Radom – siła w precyzji. 27. Mai 2024, abgerufen am 27. Mai 2024 (polnisch).
8. ↑  Kształcenie dualne – Radomski Klaster Metalowy. Abgerufen am 27. Mai 2024 (polnisch).
9. ↑  Dürr Polen - Dürr. Abgerufen am 27. Mai 2024.
10. ↑  ITMGroup: ITM: Ihr Partner für Innovationen. Abgerufen am 27. Mai 2024.
11. ↑  O techmatik. Abgerufen am 27. Mai 2024 (deutsch).
12. ↑  Waagenhersteller, hersteller von industriewaagen, RADWAG Elektronische Waagen. Abgerufen am 27. Mai 2024.
13. ↑  Stalgast.de - Homepage. Abgerufen am 27. Mai 2024.
14. ↑  Kamine & Gasheizstrahlers. Beste Praise! Direkt vom Hersteller. Abgerufen am 27. Mai 2024.
15. ↑  Lenaal DE. Abgerufen am 27. Mai 2024 (deutsch).
16. ↑  Home. Abgerufen am 27. Mai 2024.
17. ↑  Precision Machine Parts Poland - producent części i podzespołów. Abgerufen am 27. Mai 2024 (polnisch).
18. ↑  Home | TRENDGLASS. Abgerufen am 27. Mai 2024.
19. ↑  Imperial Tobacco w Polsce. Abgerufen am 27. Mai 2024 (polnisch).
20. ↑  Über uns | Dr. Miele Cosmed Group. Abgerufen am 27. Mai 2024 (deutsch).
21. ↑  Kombud Group. Abgerufen am 27. Mai 2024 (englisch).

Kreisfreie Städte:
Ostrołęka |
Płock |
Radom |
Siedlce |
Warschau.
Landkreise:
Białobrzegi |
Ciechanów |
Garwolin |
Gostynin |
Grodzisk |
Grójec |
Kozienice |
Legionowo |
Lipsko |
Łosice |
Maków |
Mińsk |
Mława |
Nowy Dwór |
Ostrołęka |
Ostrów |
Otwock |
Piaseczno |
Płock |
Płońsk |
Pruszków |
Przasnysz |
Przysucha |
Pułtusk |
Radom |
Siedlce |
Sierpc |
Sochaczew |
Sokołów |
Szydłowiec |
Warschau West |
Węgrów |
Wołomin |
Wyszków |
Zwoleń |
Żuromin |
Żyrardów